# Dipodascus australiensis
Dipodascus australiensis är en svampart som beskrevs av Arx & J.S.F. Barker 1978. Dipodascus australiensis ingår i släktet Dipodascus och familjen Dipodascaceae.   Inga underarter finns listade i Catalogue of Life.